# Liste der Monuments historiques in Chapelle-d’Huin
Die Liste der Monuments historiques in Chapelle-d’Huin führt die Monuments historiques in der französischen Gemeinde Chapelle-d’Huin auf.

## Liste der Objekte
| Bezeichnung                   | Beschreibung                                                             | Standort                                        | Kennzeichnung | Schutzstatus | Datum | Bild |
| ----------------------------- | ------------------------------------------------------------------------ | ----------------------------------------------- | ------------- | ------------ | ----- | ---- |
| Notre-Dame-du-Chêne-Reliquiar | Silber, teilweise vergoldet, Bergkristall, Holz, bezeichnet 1624         | in der Kirche Notre-Dame-de-l’Assomption (Lage) | PM25000492    | Classé       | 1916  |      |
| Gemälde Mariä Himmelfahrt     | Ölfarbe auf Leinwand, vergoldeter Holzrahmen, 1774 von Joseph Montesanto | in der Kirche Notre-Dame-de-l’Assomption (Lage) | PM25000493    | Classé       | 1988  |      |